# 可惡數
在數論中，可惡數（Odious number）是一組非負的整數，其有著奇數個數字1於它的二進位表示法中。此名称显然是对英文“奇数”（odd number）的戏仿。
例如7的二進位表示法為111，有三個數字1，為奇數，因此是可惡數。
前幾個可惡數是:
1, 2, 4, 7, 8, 11, 13, 14, 16, 19, 21, 22, 25, 26, 28, 31, 32, 35, 37, 38 ...
這些數字在圖厄-摩爾斯數列給出了非零值的位置。
不可惡的數字被稱為邪惡數。